# Mauricio Isla
Mauricio Aníbal Isla (Buin, 1988. június 12. –) chilei válogatott labdarúgó, jelenleg a Fenerbahçe játékosa.

## Pályafutása

### Klubszinten
Pályafutását az CD Universidad Católica csapatánál kezdte. 2005-ben került fel a nagy csapathoz, ahol két évet játszott. 2007 nyarán igazolta le az Udinese csapata, 525000€-ért.

#### A válogatottban
Isla 2008. november 19-én játszott először a válogatottban egy Spanyolország elleni barátságos mérkőzésen. A 2010-es világbajnokságon 4 mérkőzésen szerepelt.